# Copa Merconorte 1999
La Copa Merconorte 1999 fue la segunda edición del torneo de clubes de la región norte de América del Sur, organizado por la Confederación Sudamericana de Fútbol, en la que participaron equipos de cinco países: Bolivia, Colombia, Ecuador, Perú y Venezuela.
Por segundo año consecutivo, se repitió una final entre dos equipos colombianos. En esta oportunidad, América de Cali venció a Independiente Santa Fe en la definición por penales y se consagró campeón del certamen por primera vez.

## Formato
Los 12 participantes fueron divididos en tres grupos de 4 equipos, donde cada uno enfrentó a sus rivales de zona bajo un sistema de liguilla a doble rueda, ida y vuelta. El primero de cada grupo y el mejor de los segundos accedieron a la instancia de semifinales, donde entró en juego el sistema de eliminación directa. Desde allí, ante la igualdad de puntos, obtenía la clasificación el equipo con mejor diferencia de goles; de persistir el empate, se efectuaron tiros desde el punto penal.
|                             |                             | Equipos que entran en esta fase                                                         | Equipos que provienen de la fase anterior                                         |
| --------------------------- | --------------------------- | --------------------------------------------------------------------------------------- | --------------------------------------------------------------------------------- |
| Fase de grupos (12 equipos) | Fase de grupos (12 equipos) | - 4 equipos de Colombia - 3 equipos de Ecuador y Perú - 1 equipo de Bolivia y Venezuela |                                                                                   |
| Fases finales (4 equipos)   | Fases finales (4 equipos)   |                                                                                         | - 3 equipos primeros de la Fase de grupos - 1 equipo segundo de la Fase de grupos |

## Equipos participantes
Todos los equipos participaron en calidad de invitados.

En cursiva los equipos debutantes en el torneo.
| País                     | Equipo                                                 |
| ------------------------ | ------------------------------------------------------ |
| Bolivia 1 participante   | The Strongest                                          |
| Colombia 4 participantes | América de Cali Atlético Nacional Millonarios Santa Fe |
| Ecuador 3 participantes  | Barcelona El Nacional Emelec                           |
| Perú 3 participantes     | Alianza Lima Sporting Cristal Universitario            |
| Venezuela 1 participante | Caracas                                                |

### Distribución geográfica de los equipos
Distribución geográfica de las sedes de los equipos participantes:

## Fase de grupos

### Grupo A
| Equipo            | Pts. | PJ | PG | PE | PP | GF | GC | DG |
| ----------------- | ---- | -- | -- | -- | -- | -- | -- | -- |
| América de Cali   | 14   | 6  | 4  | 2  | 0  | 13 | 8  | 5  |
| El Nacional       | 7    | 6  | 2  | 1  | 3  | 10 | 14 | –4 |
| Atlético Nacional | 6    | 6  | 1  | 3  | 2  | 11 | 9  | 2  |
| Universitario     | 5    | 6  | 1  | 2  | 3  | 7  | 10 | –3 |

| \| Fecha \| Lugar \| Local \| Resultado \| Visitante \| \| ---------------- \| -------- \| ----------------- \| --------- \| ----------------- \| \| 28 de julio \| Medellín \| Atlético Nacional \| 2:3 \| América de Cali \| \| 29 de julio \| Quito \| El Nacional \| 4:1 \| Universitario \| \| 18 de agosto \| Medellín \| Atlético Nacional \| 4:0 \| El Nacional \| \| 19 de agosto \| Lima \| Universitario \| 1:2 \| América de Cali \| \| 8 de septiembre \| Lima \| Universitario \| 2:2 \| Atlético Nacional \| \| 9 de septiembre \| Cali \| América de Cali \| 3:1 \| El Nacional \| \| 29 de septiembre \| Cali \| América de Cali \| 1:1 \| Atlético Nacional \| \| 30 de septiembre \| Lima \| Universitario \| 2:0 \| El Nacional \| \| 19 de octubre \| Cali \| América de Cali \| 2:1 \| Universitario \| \| 21 de octubre \| Quito \| El Nacional \| 3:2 \| Atlético Nacional \| \| 10 de noviembre \| Medellín \| Atlético Nacional \| 0:0 \| Universitario \| \| 11 de noviembre \| Quito \| El Nacional \| 2:2 \| América de Cali \| |          |                   |           |                   |
| Fecha | Lugar    | Local             | Resultado | Visitante         |
| 28 de julio | Medellín | Atlético Nacional | 2:3       | América de Cali   |
| 29 de julio | Quito    | El Nacional       | 4:1       | Universitario     |
| 18 de agosto | Medellín | Atlético Nacional | 4:0       | El Nacional       |
| 19 de agosto | Lima     | Universitario     | 1:2       | América de Cali   |
| 8 de septiembre | Lima     | Universitario     | 2:2       | Atlético Nacional |
| 9 de septiembre | Cali     | América de Cali   | 3:1       | El Nacional       |
| 29 de septiembre | Cali     | América de Cali   | 1:1       | Atlético Nacional |
| 30 de septiembre | Lima     | Universitario     | 2:0       | El Nacional       |
| 19 de octubre | Cali     | América de Cali   | 2:1       | Universitario     |
| 21 de octubre | Quito    | El Nacional       | 3:2       | Atlético Nacional |
| 10 de noviembre | Medellín | Atlético Nacional | 0:0       | Universitario     |
| 11 de noviembre | Quito    | El Nacional       | 2:2       | América de Cali   |

### Grupo B
| Equipo        | Pts. | PJ | PG | PE | PP | GF | GC | DG |
| ------------- | ---- | -- | -- | -- | -- | -- | -- | -- |
| Alianza Lima  | 13   | 6  | 4  | 1  | 1  | 8  | 4  | 4  |
| Barcelona     | 9    | 6  | 2  | 3  | 1  | 9  | 5  | 4  |
| Millonarios   | 7    | 6  | 2  | 1  | 3  | 8  | 8  | 0  |
| The Strongest | 4    | 6  | 1  | 1  | 4  | 7  | 15 | –8 |

| \| Fecha \| Lugar \| Local \| Resultado \| Visitante \| \| ---------------- \| --------- \| ------------- \| --------- \| ------------- \| \| 4 de agosto \| La Paz \| The Strongest \| 0:2 \| Millonarios \| \| 5 de agosto \| Lima \| Alianza Lima \| 1:0 \| Barcelona \| \| 25 de agosto \| Bogotá \| Millonarios \| 0:1 \| Alianza Lima \| \| 26 de agosto \| Guayaquil \| Barcelona \| 4:0 \| The Strongest \| \| 15 de septiembre \| Guayaquil \| Barcelona \| 1:1 \| Millonarios \| \| 16 de septiembre \| La Paz \| The Strongest \| 3:2 \| Alianza Lima \| \| 6 de octubre \| Guayaquil \| Barcelona \| 0:0 \| Alianza Lima \| \| 7 de octubre \| Bogotá \| Millonarios \| 3:2 \| The Strongest \| \| 27 de octubre \| La Paz \| The Strongest \| 2:2 \| Barcelona \| \| 28 de octubre \| Lima \| Alianza Lima \| 2:1 \| Millonarios \| \| 17 de noviembre \| Bogotá \| Millonarios \| 1:2 \| Barcelona \| \| 18 de noviembre \| Lima \| Alianza Lima \| 2:0 \| The Strongest \| |           |               |           |               |
| Fecha | Lugar     | Local         | Resultado | Visitante     |
| 4 de agosto | La Paz    | The Strongest | 0:2       | Millonarios   |
| 5 de agosto | Lima      | Alianza Lima  | 1:0       | Barcelona     |
| 25 de agosto | Bogotá    | Millonarios   | 0:1       | Alianza Lima  |
| 26 de agosto | Guayaquil | Barcelona     | 4:0       | The Strongest |
| 15 de septiembre | Guayaquil | Barcelona     | 1:1       | Millonarios   |
| 16 de septiembre | La Paz    | The Strongest | 3:2       | Alianza Lima  |
| 6 de octubre | Guayaquil | Barcelona     | 0:0       | Alianza Lima  |
| 7 de octubre | Bogotá    | Millonarios   | 3:2       | The Strongest |
| 27 de octubre | La Paz    | The Strongest | 2:2       | Barcelona     |
| 28 de octubre | Lima      | Alianza Lima  | 2:1       | Millonarios   |
| 17 de noviembre | Bogotá    | Millonarios   | 1:2       | Barcelona     |
| 18 de noviembre | Lima      | Alianza Lima  | 2:0       | The Strongest |

### Grupo C
| Equipo           | Pts. | PJ | PG | PE | PP | GF | GC | DG |
| ---------------- | ---- | -- | -- | -- | -- | -- | -- | -- |
| Santa Fe         | 13   | 6  | 4  | 1  | 1  | 10 | 3  | 7  |
| Caracas          | 12   | 6  | 4  | 0  | 2  | 9  | 8  | 1  |
| Emelec           | 9    | 6  | 3  | 0  | 3  | 9  | 9  | 0  |
| Sporting Cristal | 1    | 6  | 0  | 1  | 5  | 7  | 15 | –8 |

| \| Fecha \| Lugar \| Local \| Resultado \| Visitante \| \| ---------------- \| --------- \| ---------------- \| --------- \| ---------------- \| \| 11 de agosto \| Caracas \| Caracas \| 2:1 \| Emelec \| \| 12 de agosto \| Lima \| Sporting Cristal \| 1:1 \| Santa Fe \| \| 1 de septiembre \| Bogotá \| Santa Fe \| 3:0 \| Caracas \| \| 2 de septiembre \| Guayaquil \| Emelec \| 5:3 \| Sporting Cristal \| \| 22 de septiembre \| Caracas \| Caracas \| 3:1 \| Sporting Cristal \| \| 23 de septiembre \| Bogotá \| Santa Fe \| 2:0 \| Emelec \| \| 12 de octubre \| Bogotá \| Santa Fe \| 2:0 \| Sporting Cristal \| \| 14 de octubre \| Guayaquil \| Emelec \| 0:1 \| Caracas \| \| 3 de noviembre \| Lima \| Sporting Cristal \| 0:1 \| Emelec \| \| 4 de noviembre \| Caracas \| Caracas \| 0:1 \| Santa Fe \| \| 24 de noviembre \| Lima \| Sporting Cristal \| 2:3 \| Caracas \| \| 25 de noviembre \| Guayaquil \| Emelec \| 2:1 \| Santa Fe \| |           |                  |           |                  |
| Fecha | Lugar     | Local            | Resultado | Visitante        |
| 11 de agosto | Caracas   | Caracas          | 2:1       | Emelec           |
| 12 de agosto | Lima      | Sporting Cristal | 1:1       | Santa Fe         |
| 1 de septiembre | Bogotá    | Santa Fe         | 3:0       | Caracas          |
| 2 de septiembre | Guayaquil | Emelec           | 5:3       | Sporting Cristal |
| 22 de septiembre | Caracas   | Caracas          | 3:1       | Sporting Cristal |
| 23 de septiembre | Bogotá    | Santa Fe         | 2:0       | Emelec           |
| 12 de octubre | Bogotá    | Santa Fe         | 2:0       | Sporting Cristal |
| 14 de octubre | Guayaquil | Emelec           | 0:1       | Caracas          |
| 3 de noviembre | Lima      | Sporting Cristal | 0:1       | Emelec           |
| 4 de noviembre | Caracas   | Caracas          | 0:1       | Santa Fe         |
| 24 de noviembre | Lima      | Sporting Cristal | 2:3       | Caracas          |
| 25 de noviembre | Guayaquil | Emelec           | 2:1       | Santa Fe         |

### Tabla de segundos puestos
El mejor de los equipos ubicados en la segunda posición de cada grupo accedió a las semifinales, junto con los 3 primeros.
| Equipo      | Gr. | Pts. | PJ | PG | PE | PP | GF | GC | DG |
| ----------- | --- | ---- | -- | -- | -- | -- | -- | -- | -- |
| Caracas     | C   | 12   | 6  | 4  | 0  | 2  | 9  | 8  | 1  |
| Barcelona   | B   | 9    | 6  | 2  | 3  | 1  | 9  | 5  | 4  |
| El Nacional | A   | 7    | 6  | 2  | 1  | 3  | 10 | 14 | –4 |

## Fases finales

### Cuadro de desarrollo
|  | Semifinales         | Semifinales         | Semifinales         | Semifinales         |   |          | Final                | Final                | Final                | Final                |  |
|  | 1 al 9 de diciembre | 1 al 9 de diciembre | 1 al 9 de diciembre | 1 al 9 de diciembre |   |          | 15 y 22 de diciembre | 15 y 22 de diciembre | 15 y 22 de diciembre | 15 y 22 de diciembre |  |
|  |                     |                     |                     |                     |   |          |                      |                      |                      |                      |  |
|  |                     |                     |                     |                     |   |          |                      |                      |                      |                      |  |
|  | Santa Fe (p)        | 1                   | 1                   | 2 (4)               |   |          |                      |                      |                      |                      |  |
|  | Santa Fe (p)        | 1                   | 1                   | 2 (4)               |   |          |                      |                      |                      |                      |  |
|  | Caracas             | 1                   | 1                   | 2 (2)               |   |          |                      |                      |                      |                      |  |
|  | Caracas             | 1                   | 1                   | 2 (2)               |   | Santa Fe | 2                    | 0                    | 2 (3)                |                      |  |
|  |                     |                     |                     |                     |   | Santa Fe | 2                    | 0                    | 2 (3)                |                      |  |
|  |                     |                     | América de Cali (p) | 1                   | 1 | 2 (5)    |                      |                      |                      |                      |  |
|  | Alianza Lima        | 1                   | América de Cali (p) | 1                   | 1 | 2 (5)    | 2                    | 3 (3)                |                      |                      |  |
|  | Alianza Lima        | 1                   |                     |                     |   |          | 2                    | 3 (3)                |                      |                      |  |
|  | América de Cali (p) | 3                   | 0                   | 3 (4)               |   |          |                      |                      |                      |                      |  |
|  | América de Cali (p) | 3                   | 0                   | 3 (4)               |   |          |                      |                      |                      |                      |  |
|  |                     |                     |                     |                     |   |          |                      |                      |                      |                      |  |

- Nota: En cada llave, el equipo que ocupa la primera línea es el que definió la serie como local.

### Semifinales
| 1 de diciembre de 1999 | América de Cali    | 3:1 (1:0) | Alianza Lima         | Estadio Olímpico Pascual Guerrero, Cali                   |                                                           |
| 20:05 (UTC-5)          | Téllez 43' 46' 76' |           | Chiquinho 81' (pen.) | Asistencia: 3 860 espectadores Árbitro(s): Luis Solórzano | Asistencia: 3 860 espectadores Árbitro(s): Luis Solórzano |

| 8 de diciembre de 1999 | Alianza Lima                                   | 2:0 (0:0) (3:4 p.)         | América de Cali                             | Estadio Alejandro Villanueva, Lima |                         |
| 20:10 (UTC-5)          | Baylón 75' · Llanos 80'                        |                            |                                             | Árbitro(s): René Ortubé            | Árbitro(s): René Ortubé |
|                        |                                                | Tiros desde el punto penal |                                             |                                    |                         |
|                        | Salazar · Chévez · Baylón · Hinostroza · Sáenz |                            | Oviedo · González · Moreno · Posada · Gómez |                                    |                         |

| 2 de diciembre de 1999 | Caracas    | 1:1 (0:0) | Santa Fe | Estadio Olímpico, Caracas         |                                   |
| 21:10 (UTC-4)          | García 67' |           | Cano 61' | Árbitro(s): José Arana Villamonte | Árbitro(s): José Arana Villamonte |

| 9 de diciembre de 1999 | Santa Fe                                 | 1:1 (0:0) (4:2 p.)         | Caracas                           | Estadio El Campín, Bogotá |                         |
| 20:10 (UTC-5)          | Díaz 87'                                 |                            | Vera 49'                          | Árbitro(s): José Carpio   | Árbitro(s): José Carpio |
|                        |                                          | Tiros desde el punto penal |                                   |                           |                         |
|                        | López · Vallecilla · Díaz · Rojas · Cano |                            | Rivas · Bidoglio · Miranda · Vera |                           |                         |

### Final

#### Ida
| 15 de diciembre de 1999 | América de Cali | 1:2 (1:0) | Santa Fe                   | Estadio Olímpico Pascual Guerrero, Cali                    |                                                            |
|                         | Pérez 12'       |           | Hernández 77' · Moreno 83' | Asistencia: 7 000 espectadores Árbitro(s): Henry Cervantes | Asistencia: 7 000 espectadores Árbitro(s): Henry Cervantes |

| 12         | POR        | Robinson Zapata       |     |
| 24         | DEF        | Diego Bonilla         |     |
| 5          | DEF        | Francisco Moreno      |     |
| 22         | DEF        | Víctor Murillo        |     |
| 4          | MED        | Kilian Virviescas     |     |
| 19         | MED        | William Zapata        | 46' |
| 14         | MED        | Carlos Gutiérrez      |     |
| 10         | MED        | Luis Omar Valencia    | 85' |
| 8          | MED        | Mauricio Romero       |     |
| 17         | DEL        | Leonardo Fabio Moreno | 64' |
| 7          | DEL        | Nilson Pérez          |     |
| Entrenador | Entrenador | Otoniel Quintana      |     |

| 1          | POR        | Agustín Julio      |     |
| 4          | DEF        | Iván López         |     |
| 2          | DEF        | Hilario Cuenu      |     |
| 3          | DEF        | Adelmo Vallecilla  |     |
| 19         | DEF        | Edison González    | 46' |
| 8          | MED        | Juan Carlos España | 87' |
| 5          | MED        | Luis García        |     |
| 23         | MED        | Emir González      | 54' |
| 20         | MED        | Aldo Leao Ramírez  |     |
| 11         | DEL        | Wilson Cano        |     |
| 9          | DEL        | Jeffrey Díaz       |     |
| Entrenador | Entrenador | Fernando Castro    |     |

| 0 | MED | Angel Perafan     | 46' |  |
| 0 | DEL | Héctor Fabio Luna | 64' |  |
| 0 | DEF | Wilson Pérez      | 85' |  |

| 14 | MED | Luis Alberto Moreno | 46' |
| 10 | DEL | Iván Velásquez      | 87' |
| 6  | MED | David Hernández     | 54' |

| Anotado | 12' | Nilson Pérez | 1:0 |

| Anotado | 77' | Hernández | 1:1 |
| Anotado | 83' | Moreno    | 1:2 |

| Amonestado | 12' | Valencia |
| Amonestado | 60' | Perafan  |

| Amonestado | 14' | González |
| Amonestado | 28' | España   |
| Amonestado | 44' | García   |

| Árbitro | Henry Cervantes |

| 12         | POR        | Robinson Zapata       |     |
| 24         | DEF        | Diego Bonilla         |     |
| 5          | DEF        | Francisco Moreno      |     |
| 22         | DEF        | Víctor Murillo        |     |
| 4          | MED        | Kilian Virviescas     |     |
| 19         | MED        | William Zapata        | 46' |
| 14         | MED        | Carlos Gutiérrez      |     |
| 10         | MED        | Luis Omar Valencia    | 85' |
| 8          | MED        | Mauricio Romero       |     |
| 17         | DEL        | Leonardo Fabio Moreno | 64' |
| 7          | DEL        | Nilson Pérez          |     |
| Entrenador | Entrenador | Otoniel Quintana      |     |

| 1          | POR        | Agustín Julio      |     |
| 4          | DEF        | Iván López         |     |
| 2          | DEF        | Hilario Cuenu      |     |
| 3          | DEF        | Adelmo Vallecilla  |     |
| 19         | DEF        | Edison González    | 46' |
| 8          | MED        | Juan Carlos España | 87' |
| 5          | MED        | Luis García        |     |
| 23         | MED        | Emir González      | 54' |
| 20         | MED        | Aldo Leao Ramírez  |     |
| 11         | DEL        | Wilson Cano        |     |
| 9          | DEL        | Jeffrey Díaz       |     |
| Entrenador | Entrenador | Fernando Castro    |     |

| 0 | MED | Angel Perafan     | 46' |  |
| 0 | DEL | Héctor Fabio Luna | 64' |  |
| 0 | DEF | Wilson Pérez      | 85' |  |

| 14 | MED | Luis Alberto Moreno | 46' |
| 10 | DEL | Iván Velásquez      | 87' |
| 6  | MED | David Hernández     | 54' |

| Anotado | 12' | Nilson Pérez | 1:0 |

| Anotado | 77' | Hernández | 1:1 |
| Anotado | 83' | Moreno    | 1:2 |

| Amonestado | 12' | Valencia |
| Amonestado | 60' | Perafan  |

| Amonestado | 14' | González |
| Amonestado | 28' | España   |
| Amonestado | 44' | García   |

| Árbitro | Henry Cervantes |

#### Vuelta
| 22 de diciembre de 1999 | Santa Fe                             | 0:1 (0:0) (3:5 p.)         | América de Cali                                          | Estadio El Campín, Bogotá                                    |                                                              |
|                         |                                      |                            | Castillo 59'                                             | Asistencia: 35 000 espectadores Árbitro(s): John Toro Rendón | Asistencia: 35 000 espectadores Árbitro(s): John Toro Rendón |
|                         |                                      | Tiros desde el punto penal |                                                          |                                                              |                                                              |
|                         | López · Díaz · González · Vallecilla |                            | Moreno · González · Pérez · Jairo Castillo · Diego Gómez |                                                              |                                                              |

| 1          | POR        | Agustín Julio     |     |
| 4          | DEF        | Iván López        |     |
| 2          | DEF        | Hilario Cuenu     |     |
| 3          | DEF        | Adelmo Vallecilla |     |
| 19         | DEF        | Edison González   |     |
| 8          | MED        | Luis Moreno       |     |
| 5          | MED        | Luis García       | 72' |
| 23         | MED        | Emir González     |     |
| 20         | MED        | Aldo Leao Ramírez | 46' |
| 11         | DEL        | Wilson Cano       |     |
| 9          | DEL        | Jeffrey Díaz      |     |
| Entrenador | Entrenador | Fernando Castro   |     |

| 1          | POR        | Diego Gómez      |     |
| 2          | DEF        | Wilson Pérez     |     |
| 14         | DEF        | Pablo Navarro    |     |
| 4          | DEF        | Carlos González  |     |
| 16         | DEF        | Jersson González |     |
| 6          | MED        | Fabian Vargas    | 77' |
| 19         | MED        | William Zapata   |     |
| 25         | MED        | Angel Perafan    |     |
| 8          | MED        | Franky Oviedo    | 90' |
| 18         | DEL        | Jairo Castillo   |     |
| 9          | DEL        | Julián Téllez    | 46' |
| Entrenador | Entrenador | Jaime de La Pava |     |

| 6  | MED | Iván Velásquez  | 72' |
| 10 | MED | David Hernández | 46' |

| 10 | MED | Mauricio Romero       | 77' |
| 17 | DEL | Leonardo Fabio Moreno | 46' |
| 0  | DEL | Diego Bonilla         | 90' |

| Anotado | 59' | Castillo | 1:0 |
|         |     |          |     |

| Amonestado |  | Edison González |
| Amonestado |  | Hernández       |
| Amonestado |  | Emir González   |

| Amonestado |  | Pérez  |
| Amonestado |  | Vargas |

| Árbitro | John Jairo Toro |

| 1          | POR        | Agustín Julio     |     |
| 4          | DEF        | Iván López        |     |
| 2          | DEF        | Hilario Cuenu     |     |
| 3          | DEF        | Adelmo Vallecilla |     |
| 19         | DEF        | Edison González   |     |
| 8          | MED        | Luis Moreno       |     |
| 5          | MED        | Luis García       | 72' |
| 23         | MED        | Emir González     |     |
| 20         | MED        | Aldo Leao Ramírez | 46' |
| 11         | DEL        | Wilson Cano       |     |
| 9          | DEL        | Jeffrey Díaz      |     |
| Entrenador | Entrenador | Fernando Castro   |     |

| 1          | POR        | Diego Gómez      |     |
| 2          | DEF        | Wilson Pérez     |     |
| 14         | DEF        | Pablo Navarro    |     |
| 4          | DEF        | Carlos González  |     |
| 16         | DEF        | Jersson González |     |
| 6          | MED        | Fabian Vargas    | 77' |
| 19         | MED        | William Zapata   |     |
| 25         | MED        | Angel Perafan    |     |
| 8          | MED        | Franky Oviedo    | 90' |
| 18         | DEL        | Jairo Castillo   |     |
| 9          | DEL        | Julián Téllez    | 46' |
| Entrenador | Entrenador | Jaime de La Pava |     |

| 6  | MED | Iván Velásquez  | 72' |
| 10 | MED | David Hernández | 46' |

| 10 | MED | Mauricio Romero       | 77' |
| 17 | DEL | Leonardo Fabio Moreno | 46' |
| 0  | DEL | Diego Bonilla         | 90' |

| Anotado | 59' | Castillo | 1:0 |
|         |     |          |     |

| Amonestado |  | Edison González |
| Amonestado |  | Hernández       |
| Amonestado |  | Emir González   |

| Amonestado |  | Pérez  |
| Amonestado |  | Vargas |

| Árbitro | John Jairo Toro |

|                                     |
| Bandera de Colombia                 |
| Campeón América de Cali 1.er título |

## Estadísticas

### Clasificación general
| Pos. | Equipo            | Pts | PJ | PG | PE | PP | GF | GC | Dif. | Rend.  |
| ---- | ----------------- | --- | -- | -- | -- | -- | -- | -- | ---- | ------ |
| 1    | América de Cali   | 20  | 10 | 6  | 2  | 2  | 18 | 13 | 5    | 66,66% |
| 2    | Santa Fe          | 18  | 10 | 5  | 3  | 2  | 14 | 7  | 7    | 60%    |
| 3    | Alianza Lima      | 16  | 8  | 5  | 1  | 2  | 11 | 7  | 4    | 66,66% |
| 4    | Caracas           | 14  | 8  | 4  | 2  | 2  | 11 | 10 | 1    | 58,33% |
| 5    | Barcelona         | 9   | 6  | 2  | 3  | 1  | 9  | 5  | 4    | 50%    |
| 6    | Emelec            | 9   | 6  | 3  | 0  | 3  | 9  | 9  | 0    | 50%    |
| 7    | Millonarios       | 7   | 6  | 2  | 1  | 3  | 8  | 8  | 0    | 38,88% |
| 8    | El Nacional       | 7   | 6  | 2  | 1  | 3  | 10 | 14 | –4   | 38,88% |
| 9    | Atlético Nacional | 6   | 6  | 1  | 3  | 2  | 11 | 9  | 2    | 33,33% |
| 10   | Universitario     | 5   | 6  | 1  | 2  | 3  | 7  | 10 | –3   | 27,77% |
| 11   | The Strongest     | 4   | 6  | 1  | 1  | 4  | 7  | 15 | –8   | 22,22% |
| 12   | Sporting Cristal  | 1   | 6  | 0  | 1  | 5  | 7  | 15 | –8   | 0,05%  |

### Goleadores
| Jugador                 | Club              | Goles |
| ----------------------- | ----------------- | ----- |
| Juan García             | Caracas           | 6     |
| Julián Téllez           | América de Cali   | 5     |
| Guillermo Álvaro Peña   | The Strongest     | 3     |
| Roberto Holsen          | Sporting Cristal  | 3     |
| Leonardo Fabio Moreno   | América de Cali   | 3     |
| Oswaldo Mackenzie       | Atlético Nacional | 3     |
| Wilson Cano             | Santa Fe          | 3     |
| Nilson Pérez            | América de Cali   | 3     |
| Daniel Tílger           | Millonarios       | 3     |
| Otilino Tenorio         | Emelec            | 3     |
| Nelson Antonio Palacios | Emelec            | 3     |